# Hidrogén-fluorid
A hidrogén-fluorid (HF, régiesen fluor-hidrogén) szúrós szagú, színtelen, maró hatású gáz vagy folyadék. Vizes oldatának neve folysav.

## Története
1670-ben Heinrich Schwankhardt figyelte meg azt a tényt, hogy a fluorit és a kénsav elegye az üveget megmarja, és Scheele állapította meg 1771-ben azt, hogy a marás az elegy által képzett savnak köszönhető. A savat később Gay-Lussac és Thénard tanulmányozta 1810-ben, ők még az oxigén vegyületének hitték. Ampère állapította meg először, hogy a vegyület oxigéntől mentes.

## Tulajdonságai
Színtelen, szúrós szagú, a levegőn füstölgő, folyékony halmazállapotú vegyület. Forráspontján H4F4 alakban asszociált molekulái magasabb hőmérsékleten is csak fokozatosan disszociálnak:
{\displaystyle \mathrm {H_{4}F_{4}\Leftrightarrow 2H_{2}F_{2}\Leftrightarrow 4HF} \,\!}
Vízben jól oldódik azeotrop eleggyé, miközben disszociál. Vizes oldata gyenge sav, sói a fluoridok. A fémeket a platina kivételével megtámadja, az ólom (Pb) és a réz (Cu) felületén tömör fluoridréteget hoz létre. A szilícium-dioxiddal (SiO2) is reagál, szilícium-tetrafluoridot (SiF4) és ebből hidrogén-[hexafluoro-szilikát(IV)]-ot (H2[SiF6]) képezve:
{\displaystyle \mathrm {SiO_{2}+2\ H_{2}F_{2}\Rightarrow SiF_{4}+2\ H_{2}O} \,\!}
{\displaystyle \mathrm {SiF_{4}+H_{2}F_{2}\Rightarrow H_{2}[SiF_{6}]} \,\!}
A hidrogén-fluorid így a szilikátokat és az üveget is oldja. Belülről paraffinnal bevont üveg- vagy poli-vinil-klorid (PVC)-edényben tárolható. A vízmentes sav biztonságos tárolása elsősorban hűvös helyen, jól elzárt platinaedényben (Pt) oldható meg.

## Előfordulása, előállítása
Előállítható elemeiből, de legegyszerűbben kalcium-fluoridból (CaF2) kénsavval (H2SO4):
{\displaystyle \mathrm {CaF_{2}+H_{2}SO_{4}\Rightarrow 2\ HF+CaSO_{4}} \,\!}

## Felhasználása
Felhasználják 
- üvegmaratásra,
- fluortartalmú vegyületek (például freon), műanyagok (például teflon) előállítására,
- a szilikátok analízisében.

## Óvintézkedések
A hidrogén-fluorid belélegzése akár halálos is lehet, a bőrre cseppenve égési sérüléseket okoz, vagy akár csontig terjedő elhalást. Emellett, a bőrön keresztül felszívódva Ca-elvonó hatása miatt görcsöket okoz, szívbénulást eredményezhet. Természetesen ehhez nem elég egy csepp, de ujjunk végét belemártva a savba, már elég. Ha mégis kapcsolatba kerültünk vele, akkor a terápia mielőbbi kalcium-glukonát injekció az expozíció helyére, illetve 20%-os MgO-ból és glicerinből álló pasztával fedjük a bőrt.
Azonnal mossuk Hexafluorine folyadékkal az érintett bőrfelületet 5-6 percen keresztül (összesen 5 literrel), ami hatástalanítja a folysav hatását. Ezután egy réteg kalcium-glukonát bevonattal fedjük az érintett bőrterületet.